# Amherstburg Channel
Amherstburg Channel är en vattenväg i Detroitfloden och en del av Saint Lawrenceleden.  Den ligger mellan Bois Blanc Island och Ontarios fastland, i den sydöstra delen av Kanada, 700 km sydväst om huvudstaden Ottawa. Farledsdjupet är 8 meter.